# Тесинг, Рудольф
Рудольф Тесинг (англ. Rudolph Tesing; 4 февраля 1881, Нью-Йорк — 29 апреля 1926) — американский борец, серебряный призёр летних Олимпийских игр 1904.
На Играх 1904 в Сент-Луисе Тесинг соревновался только в категории до 65,8 кг. Он выиграл в четвертьфинале у Рудольфа Уолкена, в полуфинале у Уильяма Эннесси, но проиграл в финале Отто Рёму и получил серебряную медаль.